# Câmpia Bălțiului

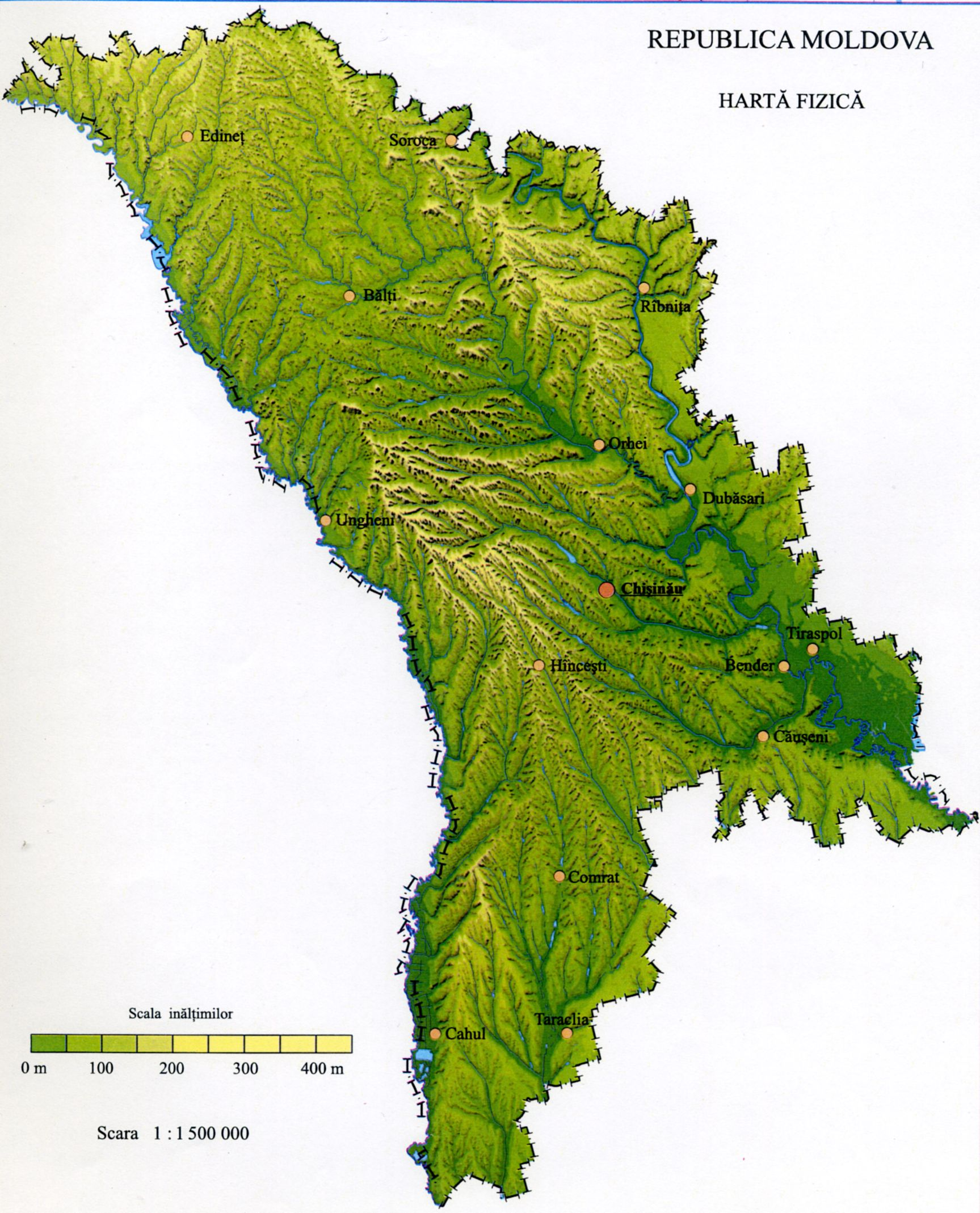
Harta fizică a Republicii Moldova

Câmpia Bălțiului, sau  Câmpia Cuboltei Inferioare, este o formă de relief situată în nordul Republicii Moldova, se învecinează cu Platoul Moldovei (nord), Podișul Nistrului (la est), Podișul Ciuluc-Soloneț (la sud) și Câmpia Prutului de Mijloc (la vest). Câmpia Bălțiului se caracterizează printr-un relief colinar slab fragmentat de văi largi cu versanți domoli, iar interfluviile plate având lățime de câțiva kilometri. Altitudini maxime cuprinse 200-250 m, cea medie - 159 m. Procesele contemporane exogene se manifestă slab în comparația cu podișuri. 
Câmpia cuprinde partea superioara a bazinului râului Răut, fiind traversată și de râurile Cubolta, Căinar, Copăceanca, Răuțel.
Predomină solurile cernoziomice moderat humifere, peste 87% din suprafața câmpiei este ocupată de terenurile agricole.